# نهائي خمس نجوم (فلم)
نهائي خمس نجوم (بالإنجليزية: Five Star Final) هو فيلم جريمة تم إنتاجه في الولايات المتحدة وصدر في سنة 1931.

## طاقم التمثيل
- إدوارد روبنسون

### ترشيحات وجوائز
| السنة | الحدث  | الفئة     | النتيجة |
| ----- | ------ | --------- | ------- |
| 1931  | أوسكار | أفضل فيلم | ترشـيـح |

## وصلات خارجية
- مقالات تستعمل روابط فنية بلا صلة مع ويكي بيانات